# Out Rawcliffe
Out Rawcliffe est un village et une paroisse civile du Lancashire, en Angleterre.